# Вторая производная

Вторая производная квадратичной функции постоянна.

Вторая производная или производная второго порядка функции {\displaystyle f} является производной от производной от {\displaystyle f}. Грубо говоря, вторая производная измеряет, как изменяется скорость изменения самой величины; например, вторая производная положения объекта по времени — это мгновенное ускорение объекта или скорость изменения скорости объекта по времени. В нотации Лейбница:
{\displaystyle \mathbf {a} ={\frac {d\mathbf {v} }{dt}}={\frac {d^{2}{\boldsymbol {x}}}{dt^{2}}},}
где {\displaystyle a} — ускорение, {\displaystyle v} — скорость, {\displaystyle t} — время, {\displaystyle x} — положение объекта, d — мгновенная «дельта» или изменение. Последнее выражение {\displaystyle {\tfrac {d^{2}{\boldsymbol {x}}}{dt^{2}}}} является второй производной положения {\displaystyle (x)} по времени.
На графике функции вторая производная соответствует кривизне или выпуклости графика. График функции с положительной второй производной на некотором участке является выпуклым вниз на этом участке, в то время как график функции с отрицательной второй производной на некотором участке изгибается в противоположную сторону на этом участке.

## Обозначение
Вторая производная функции {\displaystyle f(x)} обычно обозначается {\displaystyle f''(x)}. То есть:
{\displaystyle f''=\left(f'\right)'}.
При использовании нотации Лейбница, частная вторая производная зависимой переменной {\displaystyle y} по независимой переменной {\displaystyle x} записывается как:
{\displaystyle {\frac {d^{2}y}{dx^{2}}}.}
Данное обозначение получено из следующей формулы:
{\displaystyle {\frac {d^{2}y}{dx^{2}}}\,=\,{\frac {d}{dx}}\left({\frac {dy}{dx}}\right).}

## Вторая производная степенной функции
Взяв два раза производную, получается формула второй производной:
{\displaystyle {\frac {d^{2}}{dx^{2}}}\left[x^{n}\right]={\frac {d}{dx}}{\frac {d}{dx}}\left[x^{n}\right]={\frac {d}{dx}}\left[nx^{n-1}\right]=n{\frac {d}{dx}}\left[x^{n-1}\right]=n(n-1)x^{n-2}.}

## Пример
Дана функция
{\displaystyle f(x)=x^{3},}
производная от {\displaystyle f} — функция
{\displaystyle f^{\prime }(x)=3x^{2}.}
Вторая производная от {\displaystyle f} является производной от {\displaystyle f^{\prime }}, а именно
{\displaystyle f^{\prime \prime }(x)=\left(f'\left(x\right)\right)'=6x.}

## Вторая производная на графике

График в промежутке от до. Касательная синяя там, где кривая выпукла вниз, зеленая там, где кривая выпукла вверх, и красная в точках перегиба (0, /2 и).

### Выпуклость
Вторая производная функции {\displaystyle f} может использоваться для определения выпуклости/вогнутости графика {\displaystyle f}. Функция, вторая производная которой положительна, будет выпуклой вниз (также называется вогнутой вверх), что означает, что касательная будет лежать ниже графика функции. Точно так же функция, у которой вторая производная отрицательна, будет выпукла вверх (также называется просто вогнутой вниз), а её касательные линии будут лежать над графиком функции.

### Точки перегиба
Если вторая производная функции меняет знак, то график функции меняется с выпуклого вверх на выпуклый вниз или наоборот. Точка, в которой график уже не выпуклый вверх, но еще не выпуклый вниз, называется точкой перегиба. Если вторая производная непрерывна, она принимает нулевое значение в любой точке перегиба, однако стоит учитывать, что не каждая точка, в которой вторая производная равна нулю, обязательно является точкой перегиба.

### Исследование стационарных точек
Связь второй производной и графика можно использовать для проверки того, является ли стационарная точка функции (то есть точка, где {\displaystyle f'(x)=0}) локальным максимумом или локальным минимумом. Более подробно:
- Если {\displaystyle f^{\prime \prime }(x)<0}, тогда {\displaystyle f} имеет локальный максимум в точке {\displaystyle x}.
- Если {\displaystyle f^{\prime \prime }(x)>0}, тогда {\displaystyle f} имеет локальный минимум в точке {\displaystyle x}.
- Если {\displaystyle f^{\prime \prime }(x)=0}, проверка второй производной ничего не говорит о том, является ли точка {\displaystyle x} стационарной точкой.

Причину, по которой вторая производная дает такие результаты, можно понять с помощью аналогии с реальным миром. Рассмотрим транспортное средство, которое вначале движется вперед с большой скоростью, но с отрицательным ускорением. Ясно, что положение автомобиля в точке, где скорость достигает нуля, будет наибольшим расстоянием от начального положения — следующим шагом скорость станет отрицательной, и автомобиль начнет ехать в противоположную сторону. То же самое верно и для минимума, когда транспортное средство сначала имеет отрицательную скорость, но положительное ускорение.

## Предел
Можно записать вторую производную при помощи всего одного предела:
{\displaystyle f''(x)=\lim _{h\to 0}{\frac {f(x+h)-2f(x)+f(x-h)}{h^{2}}}.}
Данный предел можно называть второй симметричной производной. Стоит обратить внимание, что вторая симметричная производная может существовать, даже если (обычная) вторая производная не существует.
Правую часть выражения можно записать в виде разностного отношения разностных отношений:
{\displaystyle {\frac {f(x+h)-2f(x)+f(x-h)}{h^{2}}}={\frac {{\frac {f(x+h)-f(x)}{h}}-{\frac {f(x)-f(x-h)}{h}}}{h}}.}
Этот предел можно рассматривать как непрерывную версию второй конечной разности для последовательностей.
Однако существование указанного выше предела не означает, что функция {\displaystyle f} имеет вторую производную. Приведенный выше предел просто дает возможность вычислить вторую производную, но не дает представления о ее существовании. Контрпримером является функция {\displaystyle \operatorname {sgn}(x)}, которая определяется как:
{\displaystyle \operatorname {sgn}(x)={\begin{cases}-1,\ \ x<0\\0,\ \ \ \ \ x=0\\1,\ \ \ \ \ x>0\end{cases}}}
Функция {\displaystyle \operatorname {sgn}(x)} разрывна в нуле, поэтому вторая производная для {\displaystyle x=0} не существует. Но вышеуказанный предел существует для {\displaystyle x=0}:
{\displaystyle {\begin{aligned}\lim _{h\to 0}{\frac {\operatorname {sgn}(0+h)-2\operatorname {sgn}(0)+\operatorname {sgn}(0-h)}{h^{2}}}&=\lim _{h\to 0}{\frac {\operatorname {sgn}(h)-2\cdot 0+\operatorname {sgn}(-h)}{h^{2}}}\\&=\lim _{h\to 0}{\frac {\operatorname {sgn}(h)+(-\operatorname {sgn}(h))}{h^{2}}}=\lim _{h\to 0}{\frac {0}{h^{2}}}=0.\end{aligned}}}

## Квадратичная аппроксимация
Так же, как первая производная связана с линейной аппроксимацией, вторая производная связана с квадратичной аппроксимацией для функции {\displaystyle f}. Эта квадратичная функция, первые и вторые производные которой такие же, как у {\displaystyle f} в данной точке. Формула квадратичного приближения функции {\displaystyle f} вокруг точки {\displaystyle x=a} имеет вид
{\displaystyle f(x)\approx f(a)+f'(a)(x-a)+{\tfrac {1}{2}}f''(a)(x-a)^{2}.}
Эта квадратичная аппроксимация представляет собой ряд Тейлора второго порядка для функции с центром в точке x = a.

## Собственные значения и собственные векторы второй производной
Для многих краевых задач можно получить явные формулы для собственных значений и собственных векторов оператора второй производной. Например, если предположить, что {\displaystyle x\in [0,L]} и заданы однородные граничные условия Дирихле (то есть {\displaystyle v(0)=v(L)=0}), то собственные значения {\displaystyle \lambda _{j}=-{\tfrac {j^{2}\pi ^{2}}{L^{2}}}} и соответствующие собственные векторы (также называемые собственными функциями) равны {\displaystyle v_{j}(x)={\sqrt {\tfrac {2}{L}}}\sin \left({\tfrac {j\pi x}{L}}\right)}. Здесь {\displaystyle v''_{j}(x)=\lambda _{j}v_{j}(x),\,j=1,\ldots ,\infty .}
Для других известных случаев см. собственные значения и собственные векторы второй производной.

## Обобщение на более высокие измерения

### Гессиан
Вторая производная обобщается на более высокие измерения с помощью понятия вторых частных производных. Для функции {\displaystyle f:\mathbb {R} ^{3}\rightarrow \mathbb {R} } есть три частные производные второго порядка:
{\displaystyle {\frac {\partial ^{2}f}{\partial x^{2}}},\;{\frac {\partial ^{2}f}{\partial y^{2}}},{\text{ и }}{\frac {\partial ^{2}f}{\partial z^{2}}}},
и смешанные частные производные:
{\displaystyle {\frac {\partial ^{2}f}{\partial x\,\partial y}},\;{\frac {\partial ^{2}f}{\partial x\,\partial z}},{\text{ и }}{\frac {\partial ^{2}f}{\partial y\,\partial z}}.}

Если все эти производные непрерывны, то можно составить из них симметричную матрицу, известную как матрица Гессе. Собственные значения этой матрицы можно использовать для реализации многомерного аналога проверки второй производной.
Другим распространенным обобщением второй производной является лапласиан. Это дифференциальный оператор {\displaystyle \nabla ^{2}} (или же {\displaystyle \Delta }), определяется как:
{\displaystyle \nabla ^{2}f={\frac {\partial ^{2}f}{\partial x^{2}}}+{\frac {\partial ^{2}f}{\partial y^{2}}}+{\frac {\partial ^{2}f}{\partial z^{2}}}.}
Лапласиан функции равен дивергенции градиента и следу матрицы Гессе.

### Печатные ресурсы
- Anton, Howard; Bivens, Irl; Davis, Stephen (2 февраля 2005), Calculus: Early Transcendentals Single and Multivariable (8th ed.), New York: Wiley, ISBN 978-0-471-47244-5
- Apostol, Tom M. (June 1967), Calculus, Vol. 1: One-Variable Calculus with an Introduction to Linear Algebra (2nd ed.), Wiley, ISBN 978-0-471-00005-1
- Apostol, Tom M. (June 1969), Calculus, Vol. 2: Multi-Variable Calculus and Linear Algebra with Applications (2nd ed.), Wiley, ISBN 978-0-471-00007-5
- Eves, Howard (2 января 1990), An Introduction to the History of Mathematics (6th ed.), Brooks Cole, ISBN 978-0-03-029558-4
- Larson, Ron; Hostetler, Robert P.; Edwards, Bruce H. (28 февраля 2006), Calculus: Early Transcendental Functions (4th ed.), Houghton Mifflin Company, ISBN 978-0-618-60624-5
- Spivak, Michael (September 1994), Calculus (3rd ed.), Publish or Perish, ISBN 978-0-914098-89-8
- Stewart, James (24 декабря 2002), Calculus (5th ed.), Brooks Cole, ISBN 978-0-534-39339-7
- Thompson, Silvanus P. (8 сентября 1998), Calculus Made Easy[англ.] (Revised, Updated, Expanded ed.), New York: St. Martin's Press, ISBN 978-0-312-18548-0

### Книги, доступные в интернете
- Crowell, Benjamin (2003), Calculus
- Garrett, Paul (2004), Notes on First-Year Calculus
- Hussain, Faraz (2006), Understanding Calculus
- Keisler, H. Jerome (2000), Elementary Calculus: An Approach Using Infinitesimals
- Mauch, Sean (2004), Unabridged Version of Sean's Applied Math Book{{citation}}:  Википедия:Обслуживание CS1 (url-status) (ссылка)
- Sloughter, Dan (2000), Difference Equations to Differential Equations
- Strang, Gilbert (1991), Calculus
- Stroyan, Keith D. (1997), A Brief Introduction to Infinitesimal Calculus{{citation}}:  Википедия:Обслуживание CS1 (url-status) (ссылка)
- Wikibooks, Calculus